# Caoimhín Vallely
Caoimhín Vallely is een Ierse pianist en violist; hij is geboren in Armagh, Ierland en is de broer van Niall Vallely de bekende concertinaspeler. De rest van de familie is ook zeer muzikaal waaronder zijn andere broer Cillian Vallely. Hij begon op zevenjarige leeftijd al met lesnemen op de tin whistle en op de piano. Na zijn schooltijd ging hij muziek studeren aan het University College in Cork en daarna trad hij op met het University Symphony Orchestra, The Baroque Music Ensemble, het Modern Music Ensemble en verschillende jazz en traditionele groepen.
Op zeventienjarige leeftijd werd hij lid van de band Upstairs in a Tent. Later was een van de oprichters van North Gregg en met deze band toerde hij door de Verenigde Staten en
Europa. Daarna trad hij op en maakte albums met onder andere zijn broers Niall en Cillian Vallely, Karan Casey, Alan Kelly, Conor Byrne, Martin Meehan en Mícheál Ó Súilleabháin.
Nu is hij medewerker van de The Karan Casey Band (Karan is de vrouw van zijn broer Niall) en de band Buille waarin hij optreedt met Paul Meehan (gitaar), Brian Morrissey bodhrán en zijn broer Niall (concertina).

## Discografie
Met broers Niall en Cillean
- Byond Words

Met North Gregg
- And they danced all night - 1999
- Mi da: za - 2001
- Summer At My Feet - 2003

Met de Karen Casey Band
- Distant Shore
- The Wind Begin to Sing
- The Seal Maiden
- Chasing The Sun – 2005
- Met, Buille - 2005
- Solo-album Strayaway - 2005